# Lasiorhinus krefftii
El wombat del norte (Lasiorhinus krefftii) o wombat de nariz peluda del norte es una de las tres especies de Vombatidae. Se comprobó su existencia en los estados de Nueva Gales del Sur, Victoria y Queensland en fecha tan reciente como hace cien años, pero ahora se limita a un rango dentro de los 33 km² del parque nacional Bosque Epping en Queensland. Es uno de los mamíferos más raros del mundo y está en peligro crítico de extinción. Es un poco más grande que el wombat común, su hábitat ha sido colonizado por los búfalos introducidos en esta zona.